# Губчицы
Губчицы (пол. Hubczyc) — дворянский род.
Потомство Ивана Михайловича Губчица, сотника Почеповского (в 1710, 1722—1729).

## Описание герба
В красном поле белый кувшин.
Щит увенчан дворянскими шлемом и короной. Нашлемник: три страусовые пера. Намёт на щите красный подложенный серебром.